# تشارلز إف. واتكينز
تشارلز إف. واتكينز (بالإنجليزية: Charles F. Watkins)‏ هو لاعب كرة قاعدة أمريكي، ولد في 28 سبتمبر 1872 في ماونت كوري في الولايات المتحدة، وتوفي في 4 مارس 1936 في بيلينغز في الولايات المتحدة.